# Kościół Santissima Annunziata di Portoria
Kościół Santissima Annunziata di Portoria (bardziej znany jako chiesa di Santa Caterina – kościół św. Katarzyny) – rzymskokatolicki kościół w Genui, w dzielnicy Portoria. Przylega do niego klasztor kapucynów, obecnie muzeum (Museo dei Beni Culturali Cappuccini). W jednej z kaplic znajduje się ozdobna, szklana trumna ze szczątkami św. Katarzyny z Genui, która posługiwała w szpitalu Pommatone mieszkając w klasztorze.
Ze względu na liczbę i jakość obrazów zdobiących ołtarze kaplic kościół nazwano „Galerią malarzy genueńskich XVI wieku”.

## Historia

### Szpital Pammatone
Początki kościoła i klasztoru były ściśle związane z pobliskim szpitalem Pammatone, również z architektonicznego punktu widzenia – stare budynki łączyło przejście. Powstanie szpitala Pammatone datuje się na rok 1422, kiedy to prawnik Bartolomeo Bosco zakupił trzy budynki przy zaułku Pammatone, aby założyć szpital dla kobiet, który nazwał imieniem Beata Vergine della Misericordia (Błogosławionej Dziewicy Miłosierdzia). W roku następnym opracował statut i powołał komitet, którego członkowie mieli za zadanie wybór zarządców szpitala, tzw. protektorów (Protettori dell'Ospedale). Pacjentami szpitala opiekowali się mnisi różnych zakonów: Ordo Cruciferorum, augustianie, księża reformowani z Tortony, jezuici, kapucyni oraz duchowieństwo świeckie. W kolejnych latach budynek został rozbudowany, a w 1471 roku, gdy na mocy bulli papieża Sykstusa IV inne małe szpitale miejskie zostały zlikwidowane, Pammatone stał się największym szpitalem w Republice Genui. W 1489 roku zarząd nad nim powierzono Caterinie Fieschi Adorno, która aż do śmierci w 1510 roku mieszkała w klasztorze.

### Kościół i klasztor Santissima Annunziata
Kamień węgielny pod budowę kościoła położył w 1488 roku kardynał Paolo Fregoso. Potwierdza to napis nad portalem: „MCCCCXXXVIII DIE VIII JUNII” (1488 dnia 8 czerwca). Zachowane cechy architektoniczne wskazują, iż kościół został zaprojektowany w stylu gotyckim. Z 1498 roku pochodzi wzmianka o wezwaniu kościoła – Santa Maria Annunziata. Dookreślenie „di Portoria” w wezwaniu kościoła dodano w związku z jego położeniem w dzielnicy o tej nazwie oraz dla odróżnienia go od zbudowanego później i większego kościoła pod tym samym wezwaniem – Santissima Annunziata del Vastato. Z tego samego powodu nosił również nazwę „Annunziata Vecchia” i „Nunziatella”. Jednak wśród mieszkańców zawsze był znany jako kościół św. Katarzyny (chiesa di Santa Caterina), ponieważ przechowywane w nim są doczesne szczątki genueńskiej świętej. W 1538 roku w Genui wzniesiono nowy mur miejski, który biegł od Porta San Tommaso do dzielnicy Carignano. W związku z jego budową wyburzono apsydę kościoła, niszcząc pierwotny ołtarz główny oraz grobowiec Giuliana Adorno, męża Cateriny Fieschi Adorno. W 1556 roku na mocy decyzji Rządu Republiki zarządcy szpitala Pammatone mogli ponownie zająć część terenu, wywłaszczonego ze względów strategicznych, co z kolei umożliwiło odbudowę kościoła z zastrzeżeniem, że miał on być odległy od murów o co najmniej 26 palm. Odbudową apsydy zajął się Battista Grimaldi. Pod jej posadzką postanowił wznieść kryptę rodzinną, natomiast wykonanie fresków zlecił Giovanniemu Battiście Castello. Przez cały XVI wiek znamienite rody genueńskie zlecały najlepszym artystom dekorowanie kaplic kościoła. Battista Grimaldi zlecił wykonanie fresków w prezbiterium Giovanniemu Battiście Castello, a następnie Luce Cambiaso (u któremu już wcześniej zamówiono dekorację kaplicy Trzech Króli), natomiast wykonanie fresków i obrazów dla pozostałych kaplic powierzano lokalnym artystom, takim jak bracia Semino i Calvi. Do kościoła przeniesiono również ciało Cateriny Fieschi Adorno, spoczywające przedtem w kaplicy szpitalnej. W 1593 roku umieszczono je na emporze nad głównym wejściem. Gdy w 1737 Caterinę Fieschi Adorno kanonizowano, zlecono rzeźbiarzowi Schiaffino zbudowanie jej mauzoleum.
Kapucyni, którzy już od 1538 roku opiekowali się chorymi w pobliskim szpitalu Chronici, w 1719 roku przejęli od Ordo Cruciferorum opiekę duchową nad chorymi w szpitalu Pammatone, w związku z czym powierzono im odprawianie officium w kościele Santissima Annunziata oraz zezwolono na zamieszkanie w przyległym klasztorze. W szpitalu posługiwali do 1735 roku, a następnie w latach 1777–1816 i od 1838 roku aż do jego zamknięcia w pierwszych dekadach XX wieku. W 1912 roku administracja szpitala scedowała zajmowany przez niego teren na gminę, choć szpital nadal bezpłatnie go użytkował. Sam kościół stał się własnością Opera Pia Pammatone. W 1926 roku poddano go generalnej restauracji. W 1927 roku został poświęcony św. Katarzynie. Na początku XX wieku rozpoczęto budowę nowego szpitala w San Martino d'Albaro, do którego sukcesywnie przenoszono wyposażenie medyczne Pammatone, a później również pacjentów. W 1942 roku szpital Pammatone został zamknięty. Kapucyni pozostali w klasztorze, nadal pełniąc posługę w kościele św. Katarzyny. W 1942 i 1943 roku budynek szpitala został zbombardowany, doznając poważnych zniszczeń. Urnę ze szczątkami św. Katarzyny przeniesiono do krypty rodu Grimaldi. Pod koniec wojny architekt Eugenio Fuselli odbudował mauzoleum Schiaffina w kaplicy po prawej stronie kościoła, a 8 maja 1960 roku w obecności kardynała Giuseppe Siri złożone zostało w nim ciało Świętej.
W klasztorze w latach 1955–1967 mieściła się kuria prowincjalna. W latach 1966–1974 na jego terenie zbudowano Pałac Sprawiedliwości (Palazzo di Giustizia), przyłączając do niego XVIII-wieczny dziedziniec, kolumnadę i monumentalne schody Pammatone. W 1950 roku podpisano dziewięcioletnią umowę pomiędzy administracją szpitala a kapucynami, na mocy której zakonnicy zobowiązali się do dalszego sprawowania posługi w kościele, natomiast Opera Pia Pammatone – do konserwacji wyposażenia kościoła. W 1980 roku prawo własności kościoła przeniesiono ze Szpitala Cywilnego w Genui na gminę Genua, a później na agencję rządową ASL 3 Genovese. W 1999 roku rada miasta zatwierdziła koncesję klasztoru dla kapucynów na okres 90 lat. Od 1977 roku w klasztorze mieści się Muzeum Dziedzictwa Kulturowego Kapucynów (Museo dei Beni Culturali Cappuccini). Pozostałą część zajmują: biblioteka prowincjalna, archiwum historyczne prowincji kapucynów oraz duszpasterstwo latynoamerykańskie.

## Architektura

### Wejście
Niegdyś przed kościołem był pusty plac z XVIII wieku, zamknięty bramą. Obecnie jest on przesłonięty przez bryłę Pałacu Sprawiedliwości (Palazzo della Giustizia), który dominuje nad krótkimi schodami prowadzącymi z Via Bartolomeo Bosco i niewielkim placem dojazdowym. W przyziemiu fasady kościoła znajduje się podwójny marmurowy, renesansowy portal dłuta Antonia Piumy z 1521 roku. Jego drzwi flankują pilastry ozdobione głowami zakonników i zwieńczone kapitelami w formie liści akantu. Nad portalem znajduje się owalna płaskorzeźba Zwiastowanie dłuta Francesca Marii Schiaffino. Do kościoła prowadzi również drugie wejście, od esplanady Acquasola.

## Wnętrze

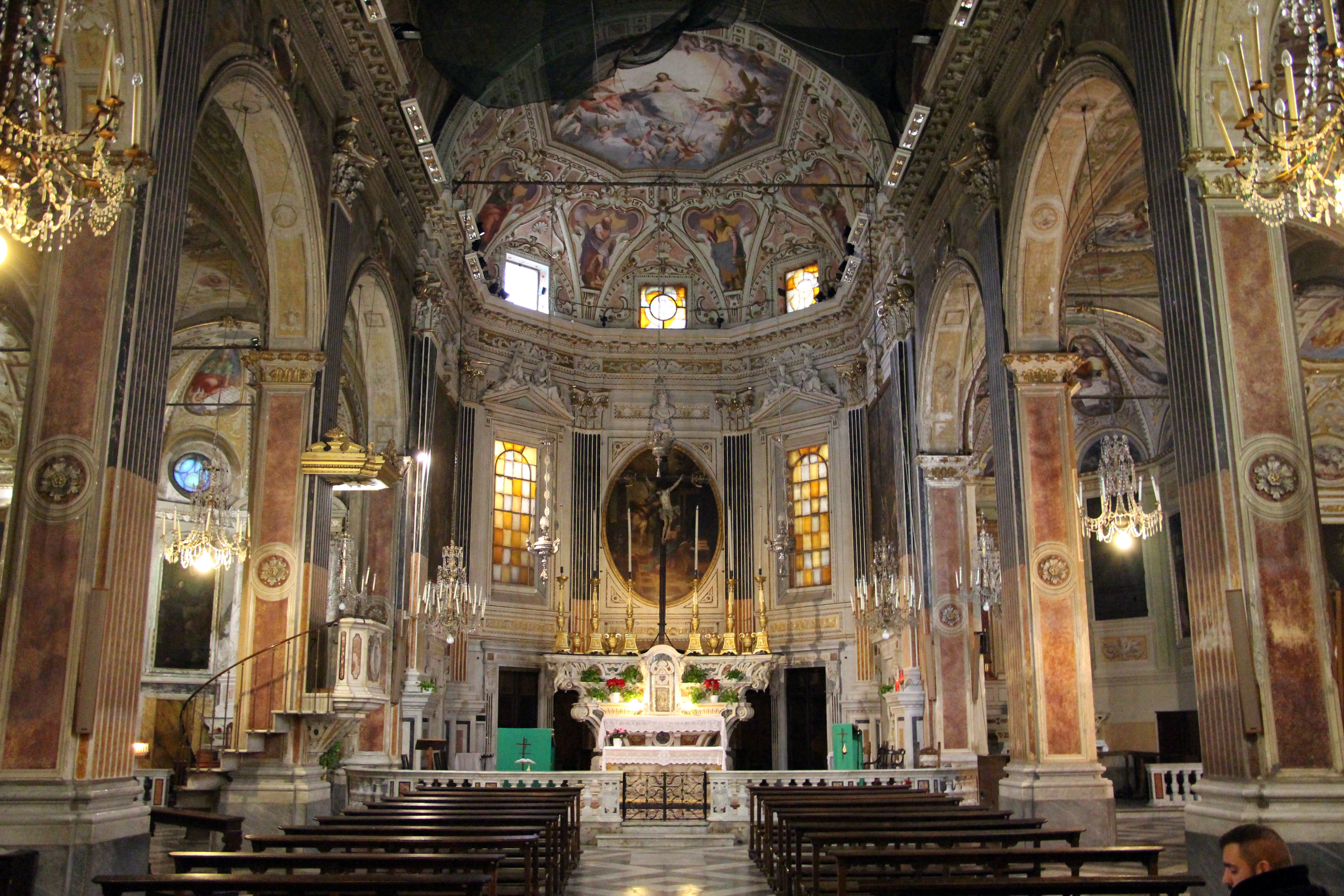
Wnętrze

Wnętrze jest podzielone na nawę główną i dwie nawy boczne z kaplicami możnowładców. Wypełniają je cenne dekoracje manierystyczne, zwłaszcza cykl obrazów Giovanniego Battisty Castella (Chrystus Sędzia, Ewangeliści) na sklepieniu i w pendentywach prezbiterium, w którym znajdują się również trzy obrazy Luki Cambiasa. Sklepienie zdobi fresk Triumf św. Katarzyny, pędzla Giuseppe Passana z 1837 roku. Przedstawia Świętą niesioną w chwale i otoczoną gronem swoich czcicieli (wśród nich: św. Alojzy Gonzaga, bł. Anioł z Chivasso, św. Andrzej Avellino, bł. Bernardyn z Feltre, św. Franciszek Salezy i inni). Dwa niewielkie medaliony autorstwa F. Ballino przedstawiają Śmierć Ettore Vernazzy i Czcigodną Battistinę Vernazza nauczającą zakonnice. Wzdłuż gzymsu Oldoino Multedo przedstawił w owalach wizerunki świętych: Wincentego a Paulo, Franciszka z Asyżu, Jana Chrzciciela de Rossi, Kamila de Lellis, Jana Bożego, Rocha, Karola Boromeusza i Filipa Neri.

### Prezbiterium
Ołtarz główny, wykonany na zlecenie szlachcica Battisty Grimaldiego, który kazał go zbudować w 1563 roku w miejscu, gdzie chciał być pochowany. Został wykonany w całości z marmuru, w stylu barokowym. Stoi na nim XVI-wieczny drewniany krucyfiks wykonany przez Giambattistę Gagginiego da Bissone. Obraz w apsydzie, przedstawiający Annunziatę, patronkę kościoła oraz dwa obrazy na ścianach bocznych, Powołanie wybranych i Wypędzenie potępionych, namalował Luca Cambiaso. Na sklepieniu apsydy widnieje fresk pędzla Giovanniego Battisty Castella Chrystus Sędzia otoczony przez anioły trzymające symbole Męki Pańskiej. Pendentywy zdobią wizerunki Czterech Ewangelistów. Na posadzce znajduje się duży herb rodu Grimaldi.

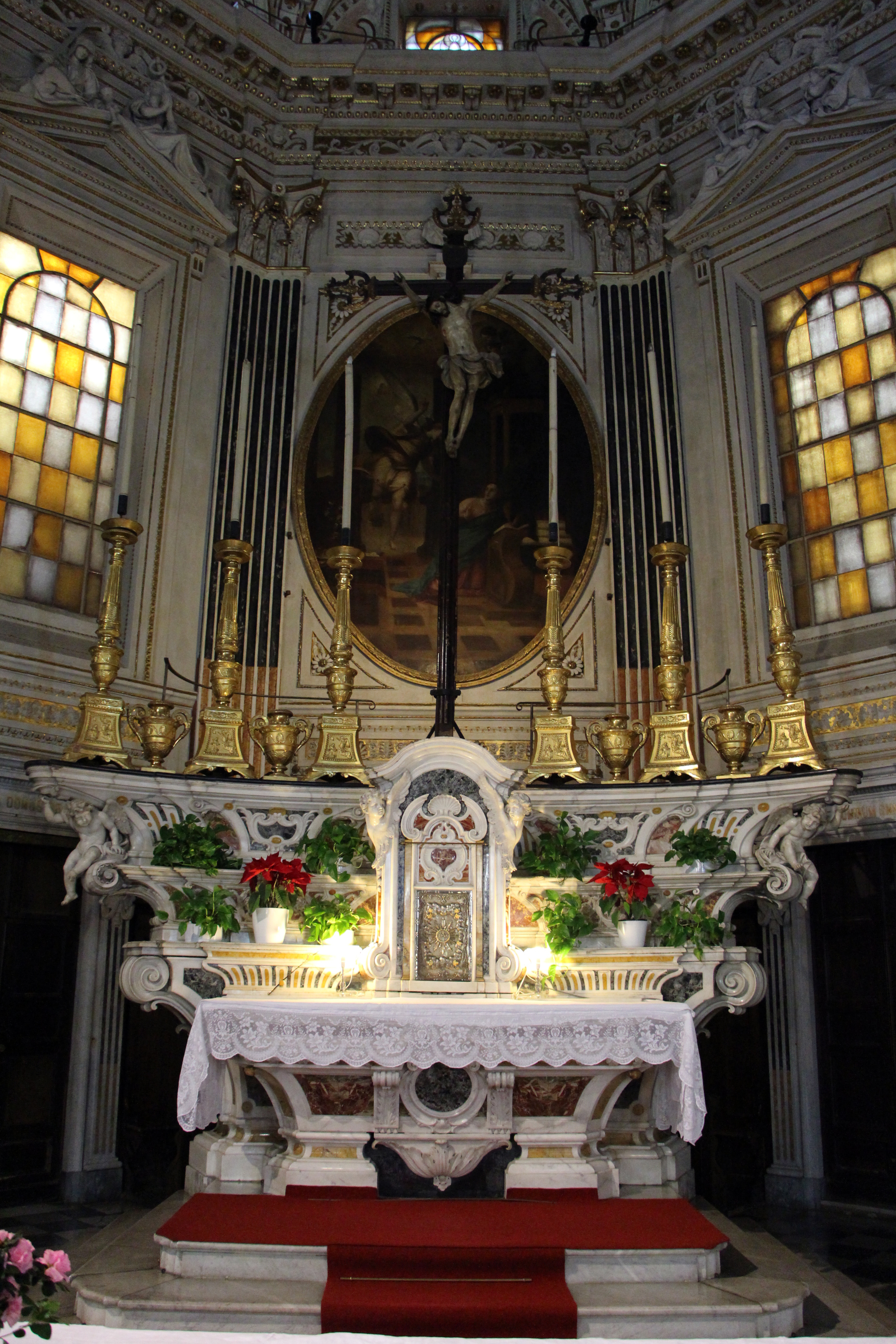
Ołtarz główny z krucyfiksem
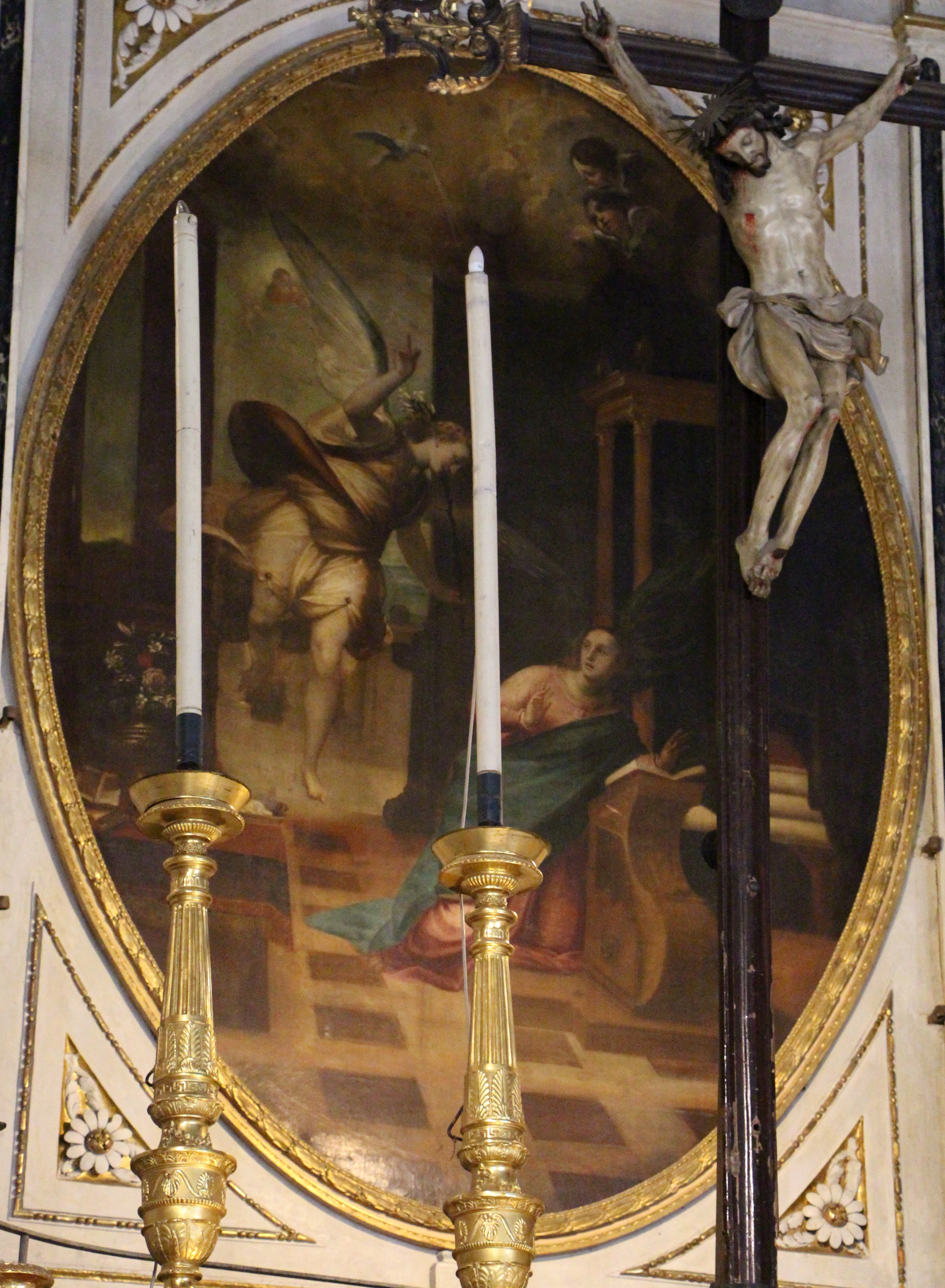
Luca Cambiaso, Annunziata (1568)
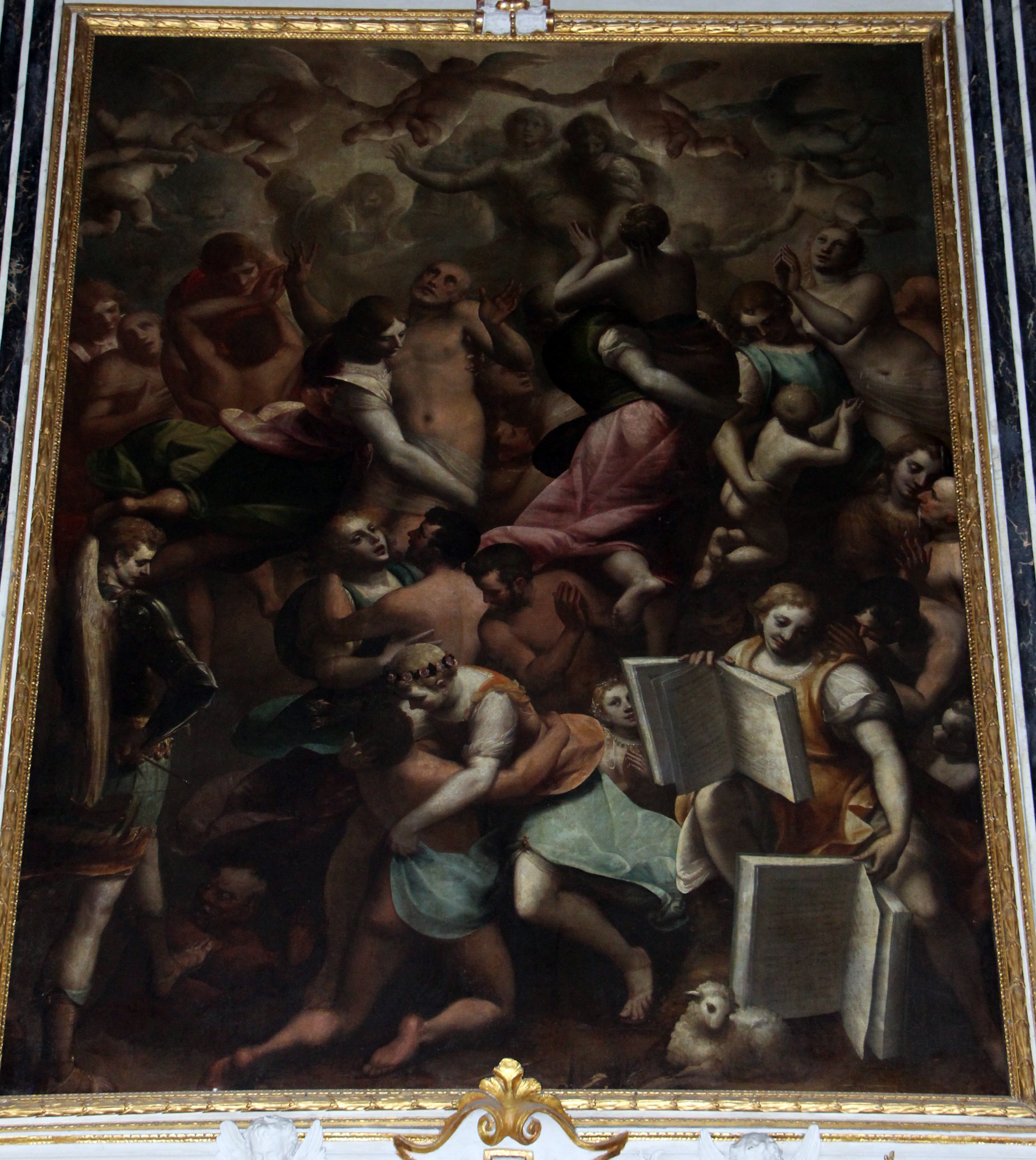
Luca Cambiaso, Powołanie wybranych (1569)
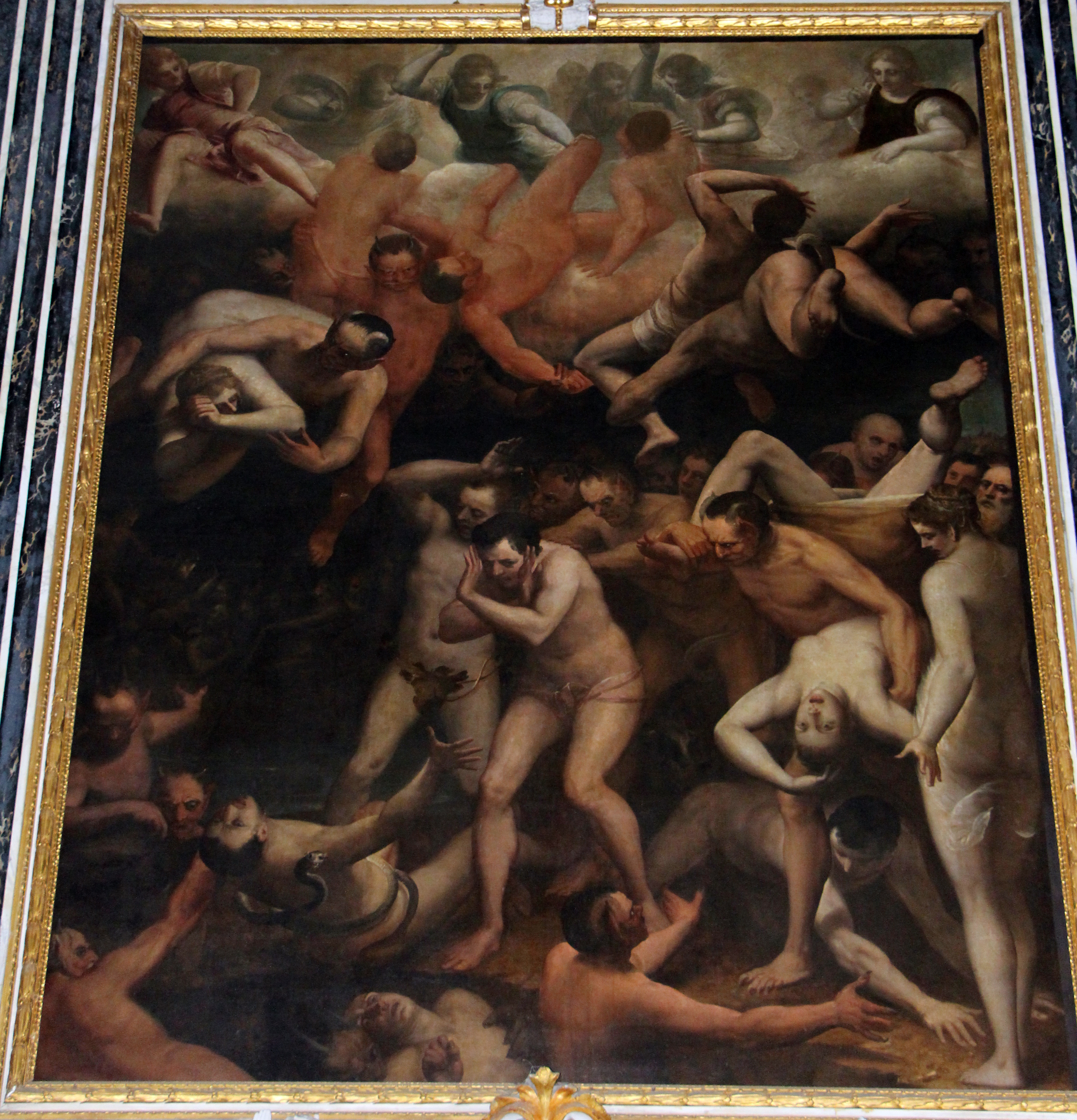
Luca Cambiaso, Wypędzenie potępionych (1569)

### Kaplice po prawej stronie

#### Cappella della Madonna Addolorata
Pierwsza kaplica po prawej stronie (licząc od ołtarza głównego), zbudowana została w 1556 roku i jest poświęcona Matce Bożej Bolesnej (Madonna Addolorata), pierwotnie Matce Bożej Miłosierdzia. Na posadzce znajduje się herb rodu Grimaldi. W niszy nad ołtarzem stoi papierowa statua Matki Bożej Bolesnej (dzieło Colliny Grazianiego da Faenza z 1893 roku). Na ścianach znajdują się obrazy Chrystus w Ogrójcu Luki Cambiasa i Pietà Lazzara Calviego. Sklepienie kaplicy zdobią freski pędzla Pantalea Calviego przedstawiające proroków: Dawida, Izajasza i Jeremiasza oraz Sybille: Erytrejską i Kumańską.

#### Cappella della Natività di Nostro Signore
Druga kaplica, poświęcona Narodzeniu Pańskiemu, została zbudowana w 1567 roku i w całości ozdobiona przez Andreę Semina. Obraz ołtarzowy przedstawia Adorację Pasterzy, na ścianach znajduje się obrazy Sen Józefa i Anioł zwiastujący pasterzom, natomiast na sklepieniu – Lot aniołów.

#### Mausoleo di Santa Caterina

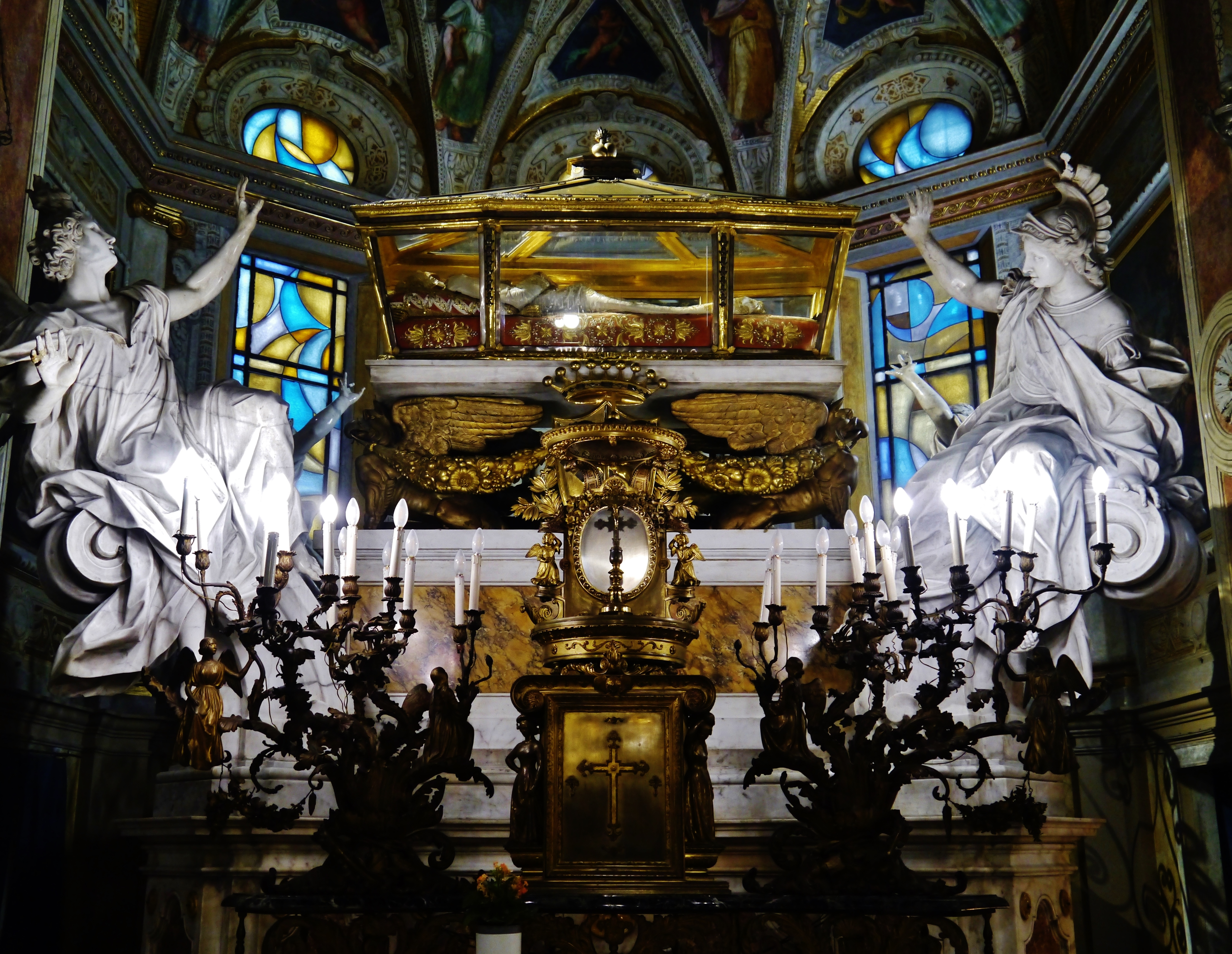
Urna z ciałem św. Katarzyny

Trzecia kaplica została ufundowana przez Francesca Pallavicina w 1490 roku. Jest ozdobiona freskami Pantaleo Calviego z Bogiem Ojcem na sklepieniu oraz Prorokami i Ewangelistami w dolnej jego części. Dwa płótna na ścianach, pędzla anonimowych artystów, przedstawiają Przejście przez Morze Czerwone i Adorację Trzech Króli. W 1960 roku w kaplicy urządzono mauzoleum św. Katarzyny, która swoje życie poświęciła opiece nad chorymi w szpitalu Pammatone. Osiemnastowieczna trumna z brązu i szkła kryształowego z ciałem Świętej, dzieło G.B. Dellepiane z 1738 roku, spoczywa na podstawie z marmuru karraryjskiego, zrealizowanej w latach 1737–1738 roku przez Francesca Marię Schiaffino. Gryfy i festony dekorujące podstawę są dziełem I. Peschiery (1838). Urnę i ołtarz kaplicy otaczają cztery posągi symbolizujące Boską Miłość, Męstwo, Posłuszeństwo i Pokutę. Tabernakulum, ozdobne figurki i kandelabry wykonał w 1860 roku R. Pareto. Z łuku kaplicy zwisają lampy wotywne.

#### Cappella della Madonna Assunta
W kaplicy Matki Bożej Wniebowziętej (cappella della Madonna Assunta lub Maria Santissima Assunta in cielo) znajdują się obrazy przypisywane Ottaviowi Semino. W ołtarzu znajduje się pala przedstawiająca Wniebowzięcie Najświętszej Marii Panny, sklepienie zdobi Koronacja Marii, ściany – Zwiastowanie i Pasterze u żłóbka, a lunety – Ofiarowanie w świątyni i Ucieczka do Egiptu.

#### Cappella di Santa Caterina
Ostatnia kaplica po prawej stronie poświęcona jest św. Katarzynie (dawniej De Franchi). W ołtarzu obramowanym czterema kolumnami z czarnego marmuru z Como znajduje się XVIII-wieczny obraz Objawienie się Chrystusa św. Katarzynie pędzla Pietra Raimondiego (ucznia Pioli). Ścianę zdobi Przeniesienie św. Katarzyny pędzla Rattiego; oblicze Świętej namalował teoretyk neoklasycyzmu, Anton Raphael Mengs.

### Kaplice po lewej stronie

#### Cappella di Sant’Antonio
Pierwsza kaplica w lewej nawie (licząc od ołtarza głównego) jest poświęcona św. Antoniemu (pierwotnie św. Feliksowi z Kantalicjo, a później św. Kamilowi de Lellis). W marmurowym ołtarzu znajduje się Święta Rodzina. Dwa boczne płótna: Św. Antoni głoszący kazanie rybom oraz Wizja Dzieciątka Jezus namalował Giuseppe Palmieri. Na ścianach wiszą: Nawiedzenie ze św. Augustynem i św. Mikołajem z Tolentino pędzla Aurelia Lomiego i Św. Kamil de Lellis Domenica Parodiego. Apsydę pokrywa fresk Pantaleo Calviego przedstawiający Proroków i Sybille.

#### Baptysterium
Kaplica ta, usytuowana w pobliżu schodów prowadzących do górnego wyjścia z kościoła na esplanadę Acquasola, była niegdyś poświęcona Piecie, a obecnie zajmuje ją baptysterium. Na ścianach znajdują się obrazy: Św. Franciszka Rzymska, szkoły genueńskiej, Zstąpienie Ducha Świętego, pędzla nieznanego artysty oraz Jezus w Ogrójcu pocieszany przez Anioła, namalowany przez Giovanniego Carlone. XIX-wieczne freski na sklepieniu pędzla Oldoina Multedo przedstawiają świętych franciszkańskich.

#### Cappella di Nostra Signora del Sacro Cuore
W kaplicy Naszej Pani Najświętszego Serca Jezusowego (Cappella Nostra Signora del Sacro Cuore, dawniej Fabra e Costanzi) znajduje się obraz jej patronki, podpisany przez Mattię Traverso i datowany na 1941 rok. Ściany i sklepienie zdobią freski z 1606 roku, przedstawiające sceny z życia Dziewicy, zrealizowane przez Ottavia Ghissoniego.

#### Cappella dei Re Magi
W kaplicy Trzech Króli znajdują się trzy obrazy pędzla Luki Cambiasa: Pokłon trzech Króli na ołtarzu i dwie postacie biblijne z kartuszami na ścianach bocznych. Posąg Madonna Miłosierdzia wyrzeźbił Giacomo Antonio Ponzonelli.

#### Cappella di San Francesco
Kaplica św. Franciszka z Asyżu, w pobliżu głównego portalu, została zbudowana przez rodzinę Cambiaso w 1723 roku. W ołtarzu z eleganckimi kolumnami z czarnego marmuru znajduje się Święta Rodzina ze św. Franciszkiem pędzla Domenica Pioli, pochodząca z wyburzonego kościoła Nostra Signora della Pace. Ścianę zdobi Kazanie św. Antoniego do tyrana Ezzelina pędzla Giuseppe Palmieriego.

### Organy

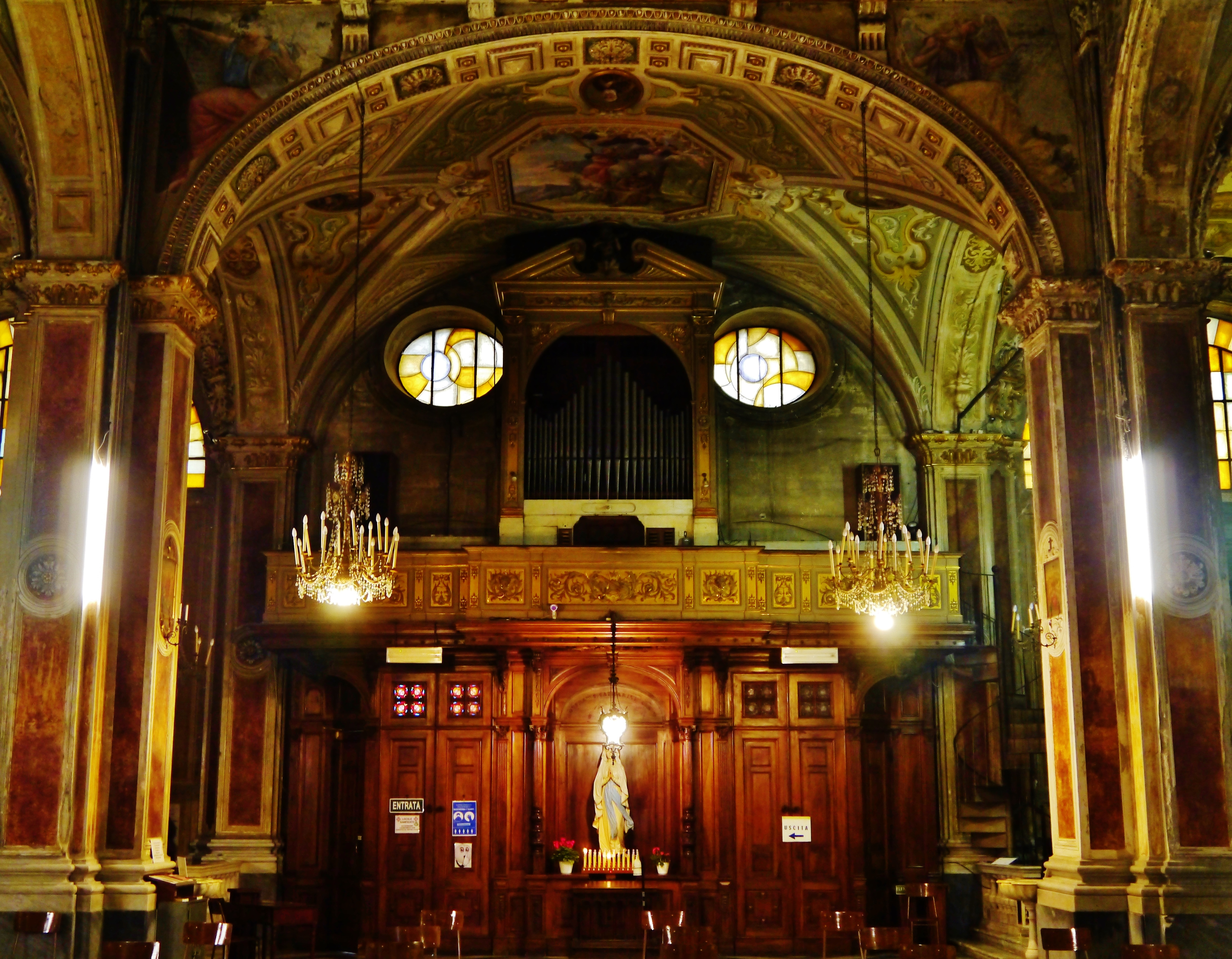
Organy

Na chórze znajdują się ozdobne organy firmy Bianchi z Novi Ligure z 1892 roku; w roku następnym Giovanni Battista Buffa namalował na sklepieniu Wizję św. Franciszka oraz cztery niewielkie portrety ojców kapucynów, którzy zasłużyli się dla renowacji kościoła. W 1904 roku Domenico Tagliafico, uczeń i spadkobierca Bianchiego, rozbudował organy o drugi manuał. Instrument umieszczony jest na chórze muzycznym nad wejściem głównym i jest zamknięty w drewnianej obudowie, otwartej od frontu. Wszystkie piszczałki (w liczbie 25) wykonane zostały z cyny. W 2016 roku, dzięki wsparciu prywatnych darczyńców firma Primaria fabbrica di organi da chiesa braci Marin z Lumarzo odrestaurowała organy.